# Nakagawa (Tochigi)
Nakagawa (那珂川町, Nakagawa-machi) és una vila i municipi de la prefectura de Tochigi, a la regió de Kanto, Japó i pertanyent al districte de Nasu. És un municipi eminentment agràri i poc populós.

## Geografia
El municipi de Nakagawa està situat al nord-est de la prefectura de Tochigi, al nord-est també de la regió de Kanto. El terme municipal de Nakagawa limita amb els d'Ōtawara al nord; amb Nasukarasuyama al sud i amb Sakura a l'oest. Cap a l'est, Nakagawa fa frontera amb la prefectura d'Ibaraki i els seus municipis de Hitachi-Ōmiya i Daigo.

### Clima
Nakagawa té un clima continental humid, caracteritzat per estius càlids i hiverns freds i amb fortes nevades. La temperatura mitjana anual a Nakagawa és de 12,8 graus. La mitjana anual de precipitacions és de 1.418 mil·límetres, sent el setembre el mes més humid. La mitjana més alta la trobem a l'agost amb vora 24,8 graus i la més baixa al gener, amb només 1,6 graus.

## Història

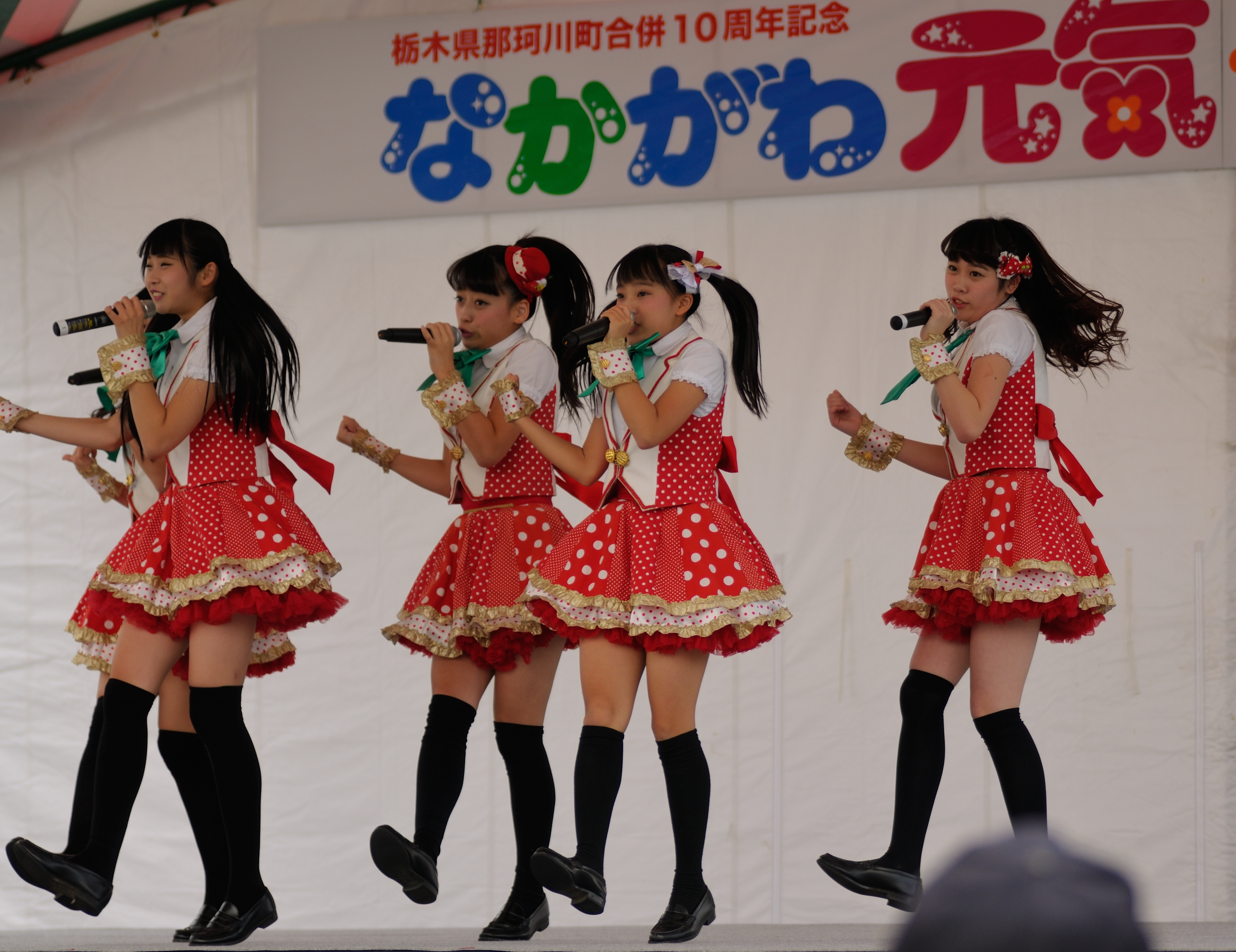
Les Tochiotome 25 al 10é aniversari de la fundació de la vila (2015)

L'àrea que actualment ocupa el municipi de Nakagawa ha estat des de temps antics fins als primers anys de l'era Meiji part integrant de l'antiga província de Shimotsuke. El 29 de maig de 1891 es creà la vila de Batō, al districte de Nasu, sota la nova llei de municipis sortida de la restauració Meiji. La moderna vila de Nakagawa es va crear l'1 d'octubre de 2005 fruit de la unió de Batô amb la veïna vila d'Ogawa, també pertanyent al districte de Nasu.

## Política i govern

### Alcaldes
En aquesta taula només es reflecteixen els alcaldes democràtics, és a dir, des de l'any 1947. En el cas concret de Nakagawa, la llista comença el 2005, quan es fundà la vila.
| Alcalde         | Inici del mandat | Fi del mandat | Partit | Partit |
| Kazuo Kawasaki  | 2005             | 2009          |        | Ind    |
| Iichi Ōgane     | 2009             | 2013          |        | Ind    |
| Yasuo Fukushima | 2013             |               |        | Ind    |

## Demografia
| 1920   | 1930   | 1940   | 1950   | 1960   | 1970   | 1980   |
| ------ | ------ | ------ | ------ | ------ | ------ | ------ |
| ND     | ND     | ND     | ND     | 29.256 | 24.138 | 22.704 |
| 1990   | 2000   | 2010   | 2020   | 2030   | 2040   | 2050   |
| 22.383 | 20.999 | 18.460 | 15.105 | -      | -      | -      |

## Transport

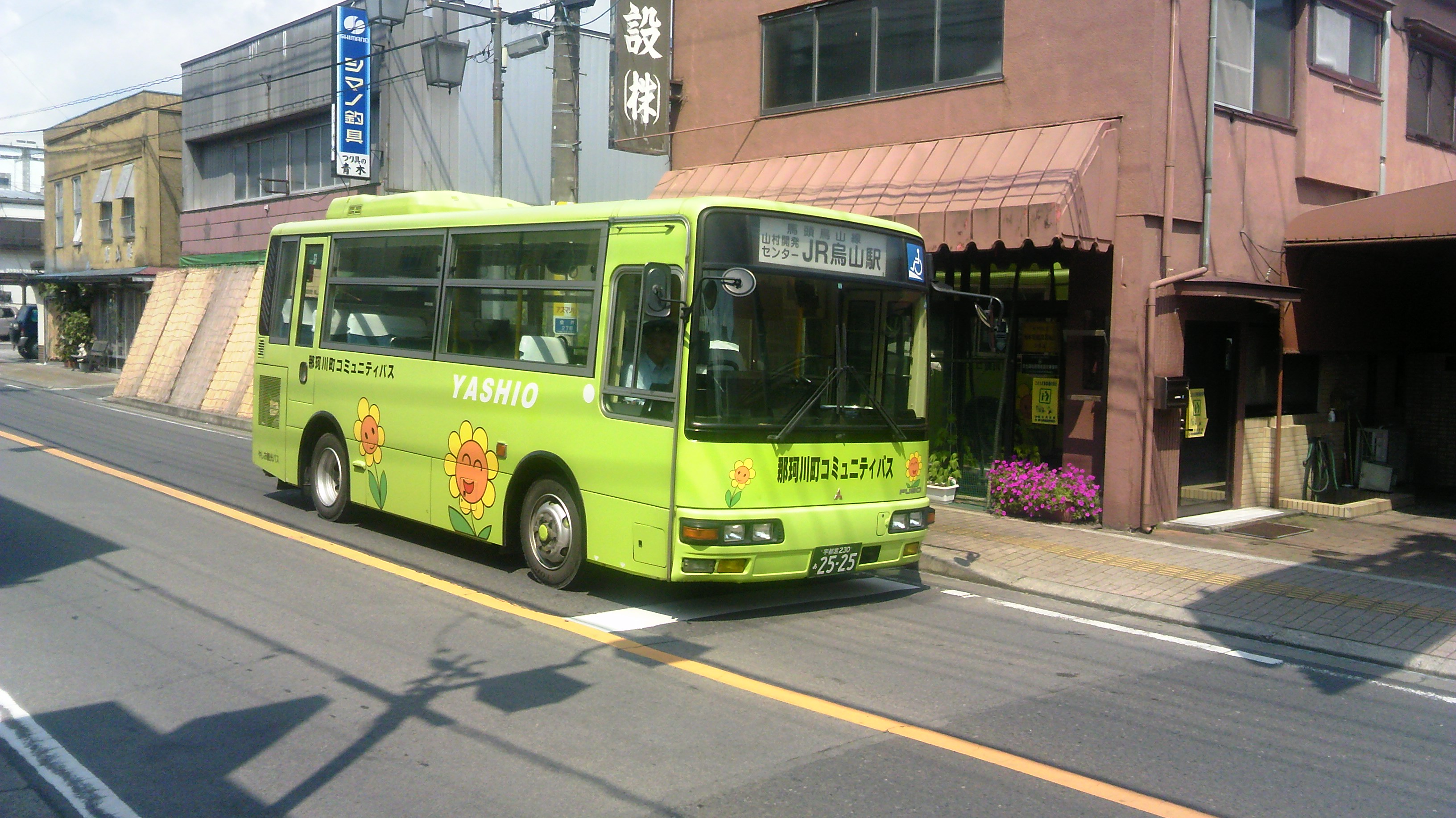
Nakagawa Community Bus

El municipi disposa d'autobús comunal públic.

### Ferrocarril
Nakagawa no té cap estació de ferrocarril al seu terme municipal.

### Carretera
- Nacional 293 - Nacional 294 - Nacional 400 - Nacional 461

## Agermanaments
- Aishō, prefectura de Shiga, Japó. (13 de gener de 2006)
- Horseheads, estat de Nova York, EUA.[4]